# Bebearia leptotypa
Bebearia leptotypa är en fjärilsart som beskrevs av Bethune-Baker 1908. Bebearia leptotypa ingår i släktet Bebearia och familjen praktfjärilar. Inga underarter finns listade i Catalogue of Life.